# Рут Девідсон
Рут Девідсон (англ. Ruth Davidson; нар. 10 листопада 1978, Единбург) — шотландська журналістка і політик, член Консервативної партії. З 2011 р. є лідером Шотландської консервативної партії, у 2016 р. була обрана до парламенту Шотландії (очолює парламентську опозицію).
Після закінчення Единбурзького університету працювала журналісткою BBC і зв'язковою у Територіальній армії. Після залишення BBC у 2009 р. задля навчання в Університеті Глазго, Девідсон була кандидаткою у члени Палати громад на виборах у 2009 і 2010.
Відкрита лесбійка.